# Свети Дух (Рогатин)
„Свети Дух“ (на украински: Церква Святого Духа) е дървена църква в град Рогатин, Ивано-Франкивска област, паметник на народната архитектура и монументално изкуство с национално значение; понастоящем се използва като музейно учреждение, съставляващо (заедно с местния исторически музей) Музейния комплекс в град Рогатин, който е филиал на регионалния художествен музей.
На 21 юни 2013 г., на 37-ото заседание на Комитета за световното наследство на ЮНЕСКО, проведено в Камбоджа, „Свети Дух“, както и други дървени църкви в района на Карпатите, е включена в списъка на световното културно и природно наследство на ЮНЕСКО.

## История
Църквата „Свети Дух“ в Рогатин вероятно е построена през първата половина на 17 век, въпреки че официално е датирана от 1598 г. – тази дата е намерена във вътрешността на църквата на северната стена и прочетена от свещеника на църквата Иполит Дзерович в края на 19 век. В записите на архива на Лвов църквата „Свети Дух“ в Рогатин се споменава за първи път през 1481 година. Въпреки разногласията между учените и изследователите на храма относно датата на построяването му, църквата „Свети Дух“ е един от най-старите дървени храмове в Украйна. В църквата действа едно от първите църковни братства в Украйна, с чиито средства е създаден уникален ренесансово-бароков иконостас, датиращ от 1650 г., един от трите най-стари оцелели иконостаса в Украйна.
През 1760 г. е извършено първото пълно описание на църквата, съставено от отец Николай Шадурски. През 1800 г. църквата „Свети Дух“ става част от енорията Рождество на Пресвета Богородица в Рогатин. През 19 век към църквата е добавена камбанария. През 1885 г. художникът Юлиан Макаревич реставрира иконостаса на църквата, след което той е изложен на археологическа и етнографска изложба в Лвов. През 1895 г. реставрацията на храма е извършена под ръководството на лвовския архитект М. Ковалчук за 2000 злоти, отпуснати от Галицкия сейм.
В началото на 20 век, в резултат на ремонт на покрива, са променени формата на корабния купол и формата на олтарния покрив. През 1963 г. църквата „Свети Дух“ е включена в Държавния регистър на архитектурните паметници с национално значение с указ № 970 СМУ от 24 август 1963 г. под номер 243. През 1980 – 1982 г. църквата претърпява реставрационни дейности под ръководството на архитекта Иван Могитич, а на следващата година в църквата е открит филиал на Ивано-Франковския художествен музей.
През 2004 г. църквата-музей „Свети Дух“ става част от Музейния комплекс на град Рогатин (филиал на Регионалния художествен музей в Ивано-Франковск), който е основан на базата на музея-паметник „Свети Дух“ и възстановеното имение на известния общественик от първата половина на 20 век Николай Угрина. На 29 септември 2009 г. Националната банка на Украйна пуска в обращение възпоменателна монета „Църква „Свети Дух“ в Рогатин“.
Понастоящем експозицията на паметника-музей представя автентичния иконостас от 1650 г., икони на стария иконостас от края на 16 век, икона от манастирски тип „Йоан Кръстител с житие“ (от средата на 16 век), икони от 17 – 19 век от църквите на Рогатинския район, както и каменни изделия, дървени скулптури и свещници.

## Описание
Църквата „Свети Дух“ стои на малък хълм в западната част на Рогатин. Поради ниския характер на околните сгради, храмът играе ролята на архитектурна доминанта. Въпреки съществуването на различни гледни точки за датата на изграждане (1598, 1644 – 1645, 1648 г. и др.), тя може да се отнесе към архаичните паметници на дървената архитектура на Галиция.
Въпреки че първоначалният облик на храма е бил донякъде променен през 19 век чрез добавянето на камбанария, както и други детайли, определящите му черти остават почти непроменени.
Композиционната основа на паметника е изградена от монументалния четириъгълник на наоса с шестоъгълни дървени корпуси на бабинеца и олтара, както и от рамкова камбанария с квадратна по план форма, пристроена към западната стена на преддверието. Триетажната камбанария и централният обем на църквата с развит четиристранен връх забележимо доминират в цялостната композиция на сградата, докато ниските помещения на бабинеца и олтарът играят второстепенна роля. Въпреки разликата във височината на отделните части на паметника, в тяхната форма и размери в план, всички те се възприемат като единно цяло.
Първоначално дъбовите дървени корпуси на църквата са рисувани от народни художници. Във вътрешността е запазен петредов иконостас, съоръжен през 1650 г. за сметка на Рогатинското братство. Иконостасът има балансирана архитектурна структура, богато украсена с полихромни декоративни резби. Иконографската живопис е извършена с активното участие на братството: в иконописните изображения са въведени теми и изображения, които са нови за украинското изкуство. Сред най-добрите икони на храма са композициите на дяконовите порти („Архангел Михаил“ и „Мелхиседек“), икони на Христос и Богородица, и др.

## Легенда
Според легендата, в началото на 16 век Настя Лисовска, бъдещата съпруга на султан Сюлейман Великолепни, често идвала да се моли в църквата „Свети Дух“, където баща ѝ, отец Гаврил Лисовски, бил свещеник.